# Érseki központ (Kalocsa)

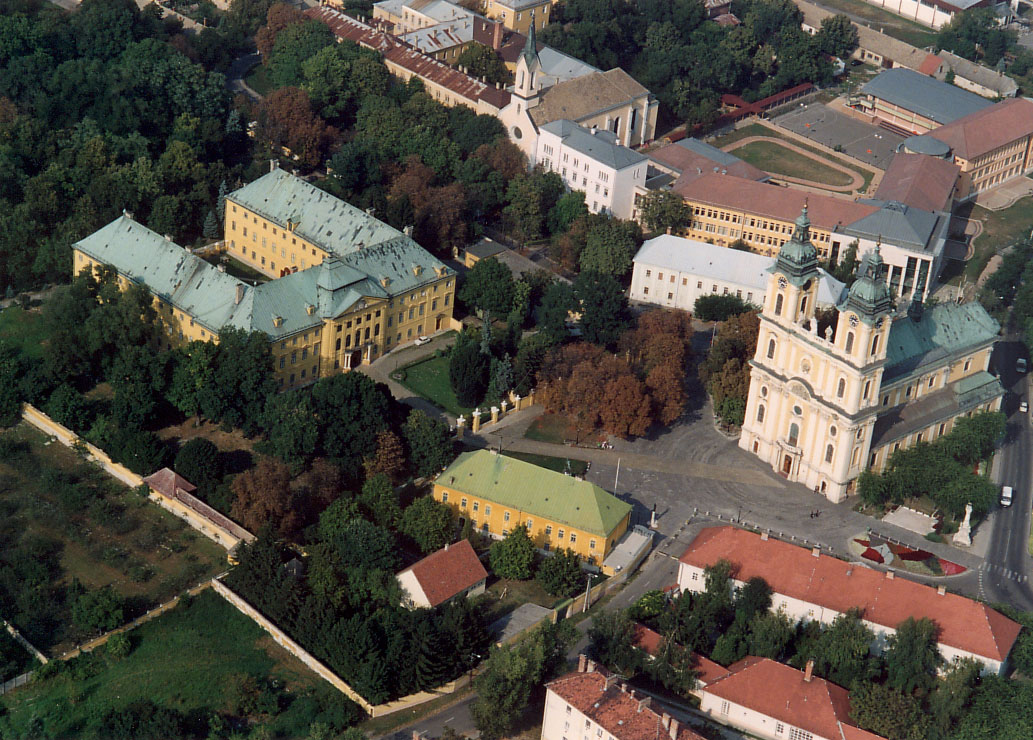
Légifotó a hajdani érseki központról (ma Szentháromság tér).

A kalocsai érseki központ a mai Szentháromság téren húzódott. Az Árpádok egyik szállásterülete volt a honfoglalás óta. Az Egyházszervezés idején érseki központ lett. Első érseke Asztrik lett, aki azonnal elkezdte érseki központtá fejleszteni a várost. Asztrik számára Székesfehérvár és Esztergom szolgált például, ugyanis ezek a városok európai szinten is elismertek voltak szépségükről. A város mint érseki központ a török időkig létezett.

## Története

### AFő térkiépítése
Miután Asztrik kiválasztotta Kalocsa legmagasabb és legjobban védhető pontját nekiláttak az építkezésnek. Először az érseki rezidencia épült fel. Ezután megkezdődött a picinyke település rendezése így jutott hely az új, hatalmas, négytornyú kalocsai főszékesegyháznak. Miután minden fontos épület kész volt elkezdték a város többi részét is építeni, ezek után elkezdtek betelepülni az emberek.
A város népessége 500(?)-ról 3500(?)-ra nőtt, ami azt jelentette, hogy magyarországi városok között nagynak számított, Európában középmagas kategóriába tartozott.

### Vár
A város népessége nagynak számított ugyan, ami azt eredményezte volna, hogy vár épüljön, de Kalocsa megközelíthetősége nem volt éppen a legjobb. Utak ugyan voltak de a Duna ártere eléggé mocsarassá tette a környezetet. Az ispánnal nem volt könnyű kiegyezni, de végül Kalocsa is kapott egy kisebb erősséget. A várat a tatárjárás után az ország egyik legnagyobbjává erősítették. A várost és a várat 1529-ben foglalták el a törökök, akik várost felégették. 1602-ben császári és magyar nádori csapatok rabolták ki és égették fel a várost.  Az erődítményt végleg az 1686-ban kivonuló törökök pusztították el.